# Anton von Rechberg

Wappen der Grafen von Rechberg

Anton von Rechberg, voller Name Antonius von Padua Johann Nepomuk Felix Johann Baptist Pankraz Bernhard Judas Thaddäus Graf von Rechberg und Rothenlöwen zu Hohenrechberg (* 13. Mai 1776 in Donzdorf, Schloss Donzdorf; † 4. Januar 1837 in München) war ein bayerischer Generalleutnant und Hofbeamter, welcher dem alten schwäbischen Adelsgeschlecht der Grafen von Rechberg entstammte.

## Leben
Er war der Sohn des bayerischen Oberstkämmerers Maximilian Emanuel von Rechberg (1736–1819) und seiner Ehefrau Walburga von Sandizell (1744–1818), Schwester des kurpfälzischen Hofratspräsidenten Joseph Anton Maria Graf von Sandizell (1746–1803).
1794 trat Anton von Rechberg in die pfalz-bayerische Armee ein und zeichnete sich besonders 1805, im Dritten Koalitionskrieg, sowie in den Feldzügen des Vierten Koalitionskrieges 1806–1807 aus. 1808 avancierte Rechberg zum Oberstleutnant und Erzieher des Prinzen Karl von Bayern, dem jüngeren Bruder des späteren Königs Ludwig I., in welcher Stellung er – seit 1809 als Oberst – bis 1813 blieb. 1813 zum Generalmajor befördert, nahm er als bayerischer Generalstabschef, unter Feldmarschall Fürst Carl Philipp von Wrede, an den Befreiungskriegen 1813–15 teil. Nach Abschluss der Kämpfe wechselte Graf von Rechberg wieder in den Hofdienst, wurde 1816 Oberhofmeister des Prinzen Karl und 1818 Generaladjutant von König Max I. Joseph; er bekleidete seit 1824 den Rang eines Generalleutnants. Sein Bruder Aloys von Rechberg (1766–1849) war seit 1817 Minister des königlichen Hauses und des Äußeren, als Nachfolger des gestürzten Maximilian von Montgelas.

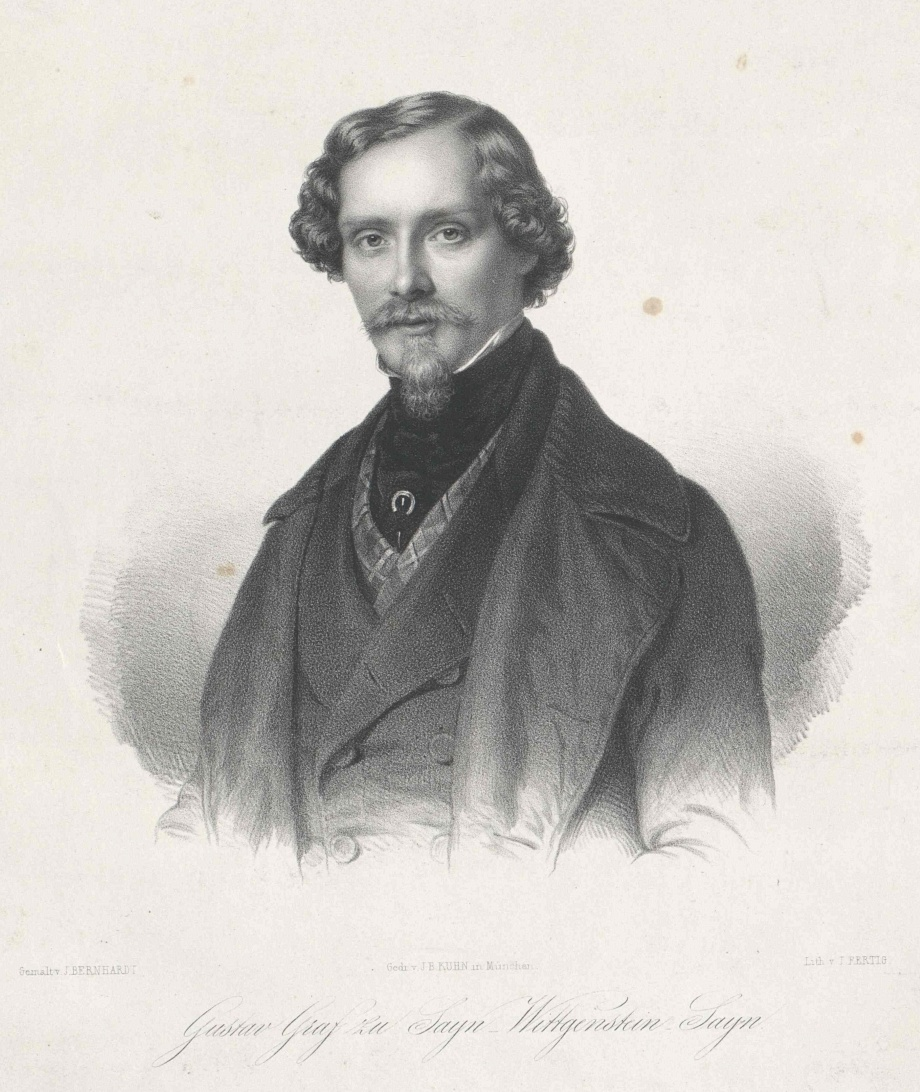
Der Pflegesohn Gustav von Sayn-Wittgenstein-Sayn (1811–1846), mütterlicherseits ein Wittelsbacher

Anton von Rechberg heiratete 1814 Casimire Maria Louise Antoinette von Zweibrücken, Witwe des 1812 bei Borodino gefallenen Offiziers Karl Gustav von Sayn-Wittgenstein und Tochter des Freiherrn Christian von Zweibrücken, einem pfälzischen Wittelsbacher. Die Ehe blieb kinderlos, allerdings existierte der Sohn Gustav von Sayn-Wittgenstein (1811–1846), aus der ersten Ehe der Gattin, den Rechberg als Stiefsohn aufzog. Casimire von Rechberg war Palastdame der Königin Karoline von Bayern.
Anton von Rechberg starb am 4. Januar 1837 in München (laut einem Zeitungsbericht an der damals grassierenden Brechruhrepidemie) und wurde gemäß katholischem Ritus beigesetzt. Das Requiem fand am 11. Januar im dortigen Dom zu Unserer Lieben Frau statt.
Sein Neffe Bernhard von Rechberg (1806–1899) war von 1859 bis 1864 Außenminister des Kaisertums Österreich und 1859 bis 1861 auch Ministerpräsident. Sein Großneffe Otto von Rechberg (1833–1918) war Zentrumspolitiker und mehrfacher Präsident der Deutschen Katholikentage.

## Auszeichnungen
Laut seiner Todesanzeige war Anton von Rechberg Inhaber mehrerer hoher Auszeichnungen. Er trug die Großkreuze des Verdienstordens der Bayerischen Krone und des russischen Ordens der Heiligen Anna, das Kommandeurkreuz des österreichischen Leopold-Ordens, sowie das Ritterkreuze des bayerischen Militär-Max-Joseph-Ordens, des österreichischen Militär-Maria-Theresien-Ordens, des preußischen Roten Adlerordens und der französischen Ehrenlegion.